# Тимошенко Максим Олегович
Максим Олегович Тимошенко (20 квітня 1972, Київ)  — український науковець-культуролог і мистецтвознавець, громадський діяч, хоровий диригент. Доктор філософії, професор, президент екологічної організації «Зелений Хрест» («Green Cross» Ukraine) в Україні, член ради директорів міжнародного Зеленого Хреста (з жовтня 2017). Професор Академії керівних кадрів культури і мистецтв, Заслужений діяч мистецтв України. З 11 червня 2018 по 1 серпня 2018 — в.о. ректора, а з 13 листопада 2018 — ректор Музичної академії України ім. Чайковського, член-кореспондентом Національної академії мистецтв України., член атестаційної колегії Міністерства освіти і науки України у 2021—2023 р., Голова Ради ректорів та директорів мистецьких закладів України., З 2023 року член Національної комісії України у справах ЮНЕСКО, з 4 липня 2025 року Академік Національної академії мистецтв України. 

## Життєпис
Народився 20 квітня 1972 року в Києві.
- 1990 — закінчив Київську спеціалізовану музичну школу-інтернат ім. Лисенка за спеціальністю хорове диригування (клас Виноградової Е. О., Мисько В. І.);
- 1991 — вступив до Київського університету театру, кіно і телебачення ім. Карпенка-Карого (викладач — Заболотна В. І.);
- 1994 — вступив до Київського економічного університету (магістр «Ділового адміністрування», 1996).
- 2012 — закінчив Національну академію керівних кадрів культури і мистецтв.
- 1991—1992 — завідувач зовнішньоекономічного відділу Київського фонду культури;
- 1992—1993 — директор Київського фонду культури;
- 1993—1997 — Голова правління АКБ «Незалежність»;
- з 1997 — голова правління Міжнародного благодійного фонду «Духовна спадщина» (з 2003 — почесний голова);
- 1999—2000 — лінгвістичний центр «Berlitz Miami», США;
- 2003—2014  — працював в апараті Верховної Ради України;
- з 2007 — старший викладач кафедри культурології та інноваційних культурно-мистецьких проектів в Національній академії керівних кадрів культури і мистецтв;
- у 2012 — захистив дисертацію на тему: «Міжнародні гуманітарні стратегії в сучасній Україні як системний культуротворчий феномен» та отримав науковий ступінь кандидата культурології, доктора філософії;
- з 2013 — на посаді доцента Кафедри культурології та інноваційних культурно-мистецьких проектів в Національній академії керівних кадрів культури і мистецтв;
- з 2014 — професор Кафедри культурології та інноваційних культурно-мистецьких проектів в Національній академії керівних кадрів культури і мистецтв;
- з 2015 — професор Кафедри менеджменту соціокультурної діяльності та зовнішньокультурних зв'язків в Національній академії керівних кадрів культури і мистецтв[4];
- з 2016 — професор Кафедри Артменеджменту та івент технологій[9].
- 27 квітня 2017 року рішенням атестаційної колегії Міністерства освіти і науки України присвоєно вчене звання професора кафедри сценічного та аудіовізуального мистецтва Національної академії керівних кадрів культури і мистецтв.[10]
- З 3 січня 2018 року — Проректор з міжнародних зв'язків Національної академії керівних кадрів культури і мистецтв.
- З 11 червня 2018 року і до 1 серпня 2018 — в.о. ректора Національної музичної академії України імені Петра Чайковського.[11][12] Зняття з посади стало несподіванкою для багатьох і викликало обурення, зокрема акції протесту під стінами Мінкульту.[13][14].
- 26.01.2019 — присвоєно звання почесного професора Хеншуйського університету Китайської Народної Республіки.[15]
- 10.09.2020 — увійшов до складу Атестаційної колегії Міністерство освіти і науки України.[16]
- 31 березня 2021 року — присвоєно звання почесного професора Таджицької Національної консерваторії ім. Т. Сатторова — головного мистецького вишу Таджикистану.[17]
- 11 червня 2021 року  — обраний членом-кореспондентом Національної академії мистецтв України[6]
- 12 жовтня 2021 року  — обраний Головою Ради Ректорів та директорів мистецьких закладів України.[8]
- 25.10.2022-Присвоєно звання "Doctor Honoris Causa Національної академії театрального і кіномистецтва «Крестьо Сарафов» Болгарія, Софія
- з 27 червня 2025 року почесний професор Українського державного університету імені Михайла Драгоманова
- 4 липня 2025 року — Академік Національної академії мистецтв України

### Громадська діяльність
- з 2006 — президент Міжнародної суспільно-патріотичної фундації «Дні України»[18];
- з 2012 — президент екологічної національної організації «Зелений Хрест» («Green Cross» Ukraine) в Україні[19];
- у 2013 — обраний дійсним членом Української технологічної Академії по відділенню «Екологія» з присвоєнням звання Академіка;
- з 2014 — Обраний дійсним членом Української академії наук;
- 2 жовтня 2017 обраний членом ради директорів Міжнародного Зеленого Хреста — екологічної організації при ООН[20];
- З травня 2019 року — співголова оргкомітету Всеукраїнської відкритої музичної олімпіади «Голос Країни»[21].
- З липня 2019 року — співголова оргкомітету Всеукраїнського конкурсу піаністів ім. Прокоф'єва.
- 31 березня 2021 року  — присвоєно звання почесного професора Таджицької Національної консерваторії ім. Т. Сатторова.[22]
- 11 червня 2021 року  — обраний членом-кореспондентом Національної академії мистецтв України[6]
- 12 жовтня 2021 року  — обраний Головою Ради ректорів та директорів мистецьких закладів України.[8]
- 2021 ріку  — обраний членом Президії Всеукраїнськоі Ради ректорів та директорів мистецьких закладів України та призначений відповідальним за діяльність закладів вищої освіти культури
- 25.10.2022-Присвоєно звання "Doctor Honoris Causa Національної академії театрального і кіномистецтва «Крестьо Сарафов» Болгарія, Софія
- З 2023 року член Національної комісії України у справах ЮНЕСКО

### Ректор НМАУ
У вересні 2018 переміг на виборах ректора консерваторії, випередивши Юрія Чекана та попереднього ректора — Володимира Рожка, і 13 листопада 2018 року призначений ректором за контрактом, як такий, що пройшов за конкурсом, того ж дня новообраного ректора представив Міністр культури України Євген Нищук.
На посаді ректора розпочав довгоочікуваний ремонт даху приміщення, підписав угоду про співробітництво з Університетом міста Хеншуй в Китаї, в рамках якої передбачене відкриття консерваторії у Хеншуї за участі НМАУ, співробітництво у підготовці музичних кадрів та матеріальна допомога.
У травні 2020 року завершив ремонт даху та заміну вікон в основній будівлі Академії. Також у травні 2020 року було отримано ліцензію від Міністерства освіти Китаю щодо створення Міжнародної академії музики і мистецтв  ім. П. І. Чайковського в КНР.
На посаді ректора вручив звання почесного професора Національної музичної академії України ім. П. І. Чайковського Рікардо Муті, Пласідо Домінго та Джек Ма.

## Наукова діяльність
- Автор понад 20 публікацій з своєї наукової спеціальності (культурології) в академічних збірниках і періодиці. Зокрема, це провідні видання з культурології, затверджені ВАК України: «Культура і сучасність», «Актуальні проблеми теорії, історії та практики художньої культури», «Вісник Державної академії керівних кадрів культури і мистецтв» (нині «Вісник Національної академії керівних кадрів культури і мистецтв»)[4].
- Учасник наукових конференцій. У 2012 захистив дисертацію на тему «Міжнародні гуманітарні стратегії в сучасній Україні як системний культуротворчий феномен» і отримав науковий ступінь кандидата культурології та доктора філософії.
- Співавтор академічної 5-томної «Української етнокультурологічної енциклопедії» (2013). Співавтор «Української енциклопедії етномистецтвознавства і етнокультурології» (2014) в 5-ти томах. Обидва п'ятитомника випущені під егідою Національної академії мистецтв України та Національної академії керівних кадрів культури і мистецтв. Це єдині в Україні академічні енциклопедичні видання з культурології.
- Автор підручника «Міжнародні гуманітарні стратегії: теорія і практика.», затвердженого Міністерством освіти і науки України як підручник для вищих навчальних закладів[33].
- Рішенням вченої ради Національної академії керівних кадрів культури і мистецтв від 20 квітня 2017 року (протокол № 12) та Рішенням атестаційної колегії Міністерства освіти і науки від 27 квітня 2017 року (АП № 000082) присвоєно вчене звання професора.[34]

## Публікації
1. Гуманітарні аспекти державної культурної політики сучасної України [Архівовано 27 квітня 2015 у Wayback Machine.] // Трансформація освіти і культура: традиції та сучасність: Матеріали Міжнар. наук.-творчої конференції, Одеса–Київ–Варшава, 2–3 травня 2012 р. К., 2012. С. 95;
2. Міжнародні гуманітарні стратегії в сучасній Україні як системний культуротворчий феномен [Архівовано 27 квітня 2015 у Wayback Machine.]: Автореф. дис. … канд. культурології: 26.00.01. К., 2012. 20 с.;
3. Персоніфікація композиторської творчості як спосіб усвідомлення та презентації ціннісного культурного досвіду // Культура і сучасність. К., 2013. № 1. С. 99–104;
4. До питання про національно-стильові чинники в культурно-мистецькому просторі // Культура і сучасність. К., 2014. № 1. C. 77–82.
5. Українська етнокультурологічна енциклопедія: У 5-ти тт. / ред. рада: В. А. Бітаєв, Ю. П. Богуцький, А. В. Чебикін та ін.; Нац. акад. мистецтв України, Нац. акад. керівних кадрів культури і мистецтв; Ін-т культурології НАМ України. — К.: НАКККіМ, 2013. — Т. I. — 552 с.; Т. II. — 544 с.; Т. III. — 556 с.; Т. IV. — 548 с.; Т. V. — 534 с.
6. Українська енциклопедія етномистецтвознавства та етнокультурології: У 5-ти тт. / ред. рада: В. А. Бітаєв, Ю. П. Богуцький, А. В. Чебикін та ін.; Нац. акад. мистецтв України, Нац. акад. керівних кадрів культури і мистецтв; Ін-т культурології НАМ України. — К.: НАКККіМ, 2014. — Т. I. — 552 с.; Т. II. — 544 с.; Т. III. — 556 с.; Т. IV. — 548 с.; Т. V. — 534 с.
7. Міжнародні гуманітарні стратегії: теорія і практика // Підручник. Київ, 2015. 160 с.[33]

## Відзнаки
- Орден «За заслуги» ІІІ ступеня (Указ Президента України від 20.01.2006, № 40/2006 «Про відзначення державними нагородами»)[35];
- «Посол миру» [Архівовано 20 грудня 2013 у Wayback Machine.] — удостоєний 2005 під час спільної конференції Всесвітньої федерації миру і Української ради миру;
- Лауреат Національного рейтингу «Топ-100 видатних чоловіків Київщини» в номінації «Гордість Київщини».[36]
- Почесна відзнака Міністерства культури та мистецтв України — указ № 513 від 16.07.2003;
- Орден «Христа Спасителя» — указ № 50 УПЦ від 15.05.2001;
- Подяка Київського міського голови (24.06.2003, № 14561);
- Спеціальна премією «За значний внесок у впровадження позитивного іміджу України у світі» загальнонаціональної програми «Людина року» (2005)[37];
- Заслужений діяч мистецтв України (Указ Президента № 27/2015 від 22.01.2015 «Про відзначення державними нагородами України з нагоди Дня Соборності України»)[5];
- Орден Святого Рівноапостольного князя Володимира Великого ІІІ-го ступеня (Указ Патріарха Київського і всієї Руси-України від 04.06.2015 № 4404)[38];
- Пам'ятний орден до 30-річчя аварії на Чорнобильській АЕС «За мужність» — за співпрацю та допомогу в Україні (25.04.2016, Виконавчий комітет Славутицької міської ради)[39];
- Орден Святого Рівноапостольного князя Володимира Великого ІІ-го ступеня (Указ Патріарха Київського і всієї Руси-України від 01.06.2016 № 623)[40];
- Орден Святого Рівноапостольного князя Володимира Великого I-го ступеня (Указ Патріарха Київського і всієї Руси-України від 17.01.2017 № 152);[40]
- Нагрудний знак МОН України «Відмінник освіти»[41];
- 26 березня 2019 року нагороджений медаллю «Почесна відзнака» Національної спілки письменників України[42].
- 25.10.2022-Присвоєно звання "Doctor Honoris Causa Національної академії театрального і кіномистецтва «Крестьо Сарафов» Болгарія, Софія
- 29 листопада 2022 року нагороджений Орденом cвятителя Миколая[43]
- 2023 — Почесний громадянин Києва[44]
- 2024 — Почесна грамота Кабінета Міністрів України за вагомий особистий внесок у забезпечення розвитку української культури, високий професіоналізм та активну волонтерську діяльність[45]
- 2024 — Почесний громадянин Києва[46]
- 2025 — Почесна грамота ВРУ «За особливі заслуги перед українським народом»